# Comuna de Krzeszowice
Krzeszowice (polaco: Gmina Krzeszowice) é uma gminy (comuna) na Polónia, na voivodia de Pequena Polónia e no condado de Krakowski. A sede do condado é a cidade de Krzeszowice.
De acordo com os censos de 2004, a comuna tem 31 339 habitantes, com uma densidade 224,9 hab/km².

## Área
Estende-se por uma área de 139,37 km², incluindo:
- área agricola: 51%
- área florestal: 35%

## Demografia
Dados de 30 de Junho 2004:
|                      | Total   | Total | Mulheres | Mulheres | Homens  | Homens |
| -------------------- | ------- | ----- | -------- | -------- | ------- | ------ |
|                      | pessoas | %     | pessoas  | %        | pessoas | %      |
| População            | 31 339  | 100   | 16 338   | 52,1     | 15 001  | 47,9   |
| Densidade (pop./km²) | 224,9   | 100   | 117,2    | 117,2    | 107,6   | 107,6  |

De acordo com dados de 2002, o rendimento médio per capita ascendia a 1166,38 zł.